# Young Men's Social Club
Il Young Men's Social Club, noto con l'acronimo YMSC o semplicemente come Social Club, è una società di calcio bermudiana, che ha sede ad Hamilton

## Storia
Il Young Men's Social Club venne fondato nel 1928 per dare un luogo alla locale comunità nera di svago e socializzazione.
Negli anni '60 del XX secolo il club ha vissuto il suo momento di maggior gloria, difatti nel 1963 ha vinto l'ultimo titolo del campionato per soli neri della Bermuda Football League, che poi confluì con quella dei bianchi, la Bermuda Football Combination, nella Bermuda Football Union che gestì il primo campionato unito e ufficiale che il YMSC si aggiudicò. Il club si aggiudicò anche i due campionati seguenti e sempre nello stesso periodo ha inoltre vinto 3 Bermuda FA Cup.
Il club ha un forte legame di collaborazione con il North Village Rams, con cui organizza incontri di beneficenza e raccolta fondi per sostenere i propri ex-calciatori e dirigenti in difficoltà.

## Palmarès

### Competizioni nazionali
- Premier Division: 3

1964, 1965, 1966
- Bermuda FA Cup: 3

1963, 1964, 1965